# Моара Карп (Сучава)
Моара Карп (рум. Moara Carp) насеље је у Румунији у округу Сучава. Oпштина се налази на надморској висини од 305 m.

## Становништво
Према подацима из 2002. године у насељу је живело 836 становника, од којих су сви румунске националности.